# Tugu Kidul
Tugu Kidul is een bestuurslaag in het regentschap Indramayu van de provincie West-Java, Indonesië. Tugu Kidul telt 4811 inwoners (volkstelling 2010).